# Allier (departement)
Allier (03) is een Frans departement, dat zijn naam dankt aan de rivier Allier.

## Geschiedenis
Het departement was een van de 83 departementen die op 4 maart 1790 werden gecreëerd (tijdens de Franse Revolutie) door uitvoering van de wet van 22 december 1789. Het departement beslaat het grootste deel van de voormalige provincie Bourbonnais.
In 1940 installeerde de regering van Vichy-Frankrijk zich in Vichy. Deze tijdelijke, Duitsgezinde, regering stond onder leiding van maarschalk Pétain. In 1944 werd Vichy door de Vrije Fransen bevrijd.

## Geografie
Allier maakt deel uit van de regio Auvergne-Rhône-Alpes. Het wordt begrensd door de departementen Cher, Nièvre, Saône-et-Loire, Loire, Puy-de-Dôme en Creuse.
Allier bestaat uit drie arrondissementen, Montluçon, Moulins en Vichy. Onder het arrondissementele niveau bestaat het departement uit 19 kantons en 320 gemeenten
De voornaamste waterlopen in de Allier zijn de naamgevende Allier, de Loire, de Cher, de Besbre en de Sioule.

## Demografie
De drie belangrijkste steden van Allier zijn tevens de drie onderprefecturen, in volgorde van grootte Montluçon, Vichy en Moulins (hoofdstad). De rest van het departement bestaat uit enkele kleine steden en verspreid liggende grote dorpen, die meestal langs de rivieren te vinden zijn. De weinige kleine dorpen liggen ver van elkaar, en het departement is dunbevolkt. Tot het einde van de 19e eeuw groeide de bevolking dankzij de ontwikkeling van de steden, industrieën in Montluçon en in Moulins, en het thermalisme in Vichy. Dit compenseerde de plattelandsvlucht. Het aantal inwoners steeg zo tot meer dan 420.000. Na de verliezen in de Eerste Wereldoorlog stagneerde het bevolkingsaantal. Tijdens de jaren '60 steeg het weer enigszins dankzij de babyboom. Sindsdien is het aantal inwoners, ten gevolge van plattelandsvlucht en vooral de achteruitgang van de verouderde industrie, sterk afgenomen en is de bevolking vergrijsd. In 1968 was het inwonertal verminderd tot 386 533 inwoners, en in 2013 tot 343 431 inwoners. Het departement maakt, omwille van zijn geringe bevolkingsdichtheid deel uit van de zogenaamde Diagonaal van de leegte.

### Demografische evolutie sinds 1962
| Naam       | Index 1962 | Index 1968 | Index 1975 | Index 1982 | Index 1990 | Index 1999 | Index 2008 | Index 2019 |
| ---------- | ---------- | ---------- | ---------- | ---------- | ---------- | ---------- | ---------- | ---------- |
| Allier     | 100,0      | 101,7      | 99,5       | 97,2       | 94,1       | 90,7       | 90,2       | 88,4       |
| Frankrijk* | 100,0      | 107,1      | 113,3      | 117,0      | 121,9      | 126,0      | 133,8      | 140,1      |

| Naam       | Inw./Km² 1962 | Inw./km² 1968 | Inw./km² 1975 | Inw./km² 1982 | Inw./km² 1990 | Inw./km² 1999 | Inw./km² 2008 | Inw./km² 2019 |
| ---------- | ------------- | ------------- | ------------- | ------------- | ------------- | ------------- | ------------- | ------------- |
| Allier     | 51,8          | 52,7          | 51,6          | 50,4          | 48,7          | 47,0          | 46,7          | 45,8          |
| Frankrijk* | 84,2          | 90,1          | 95,4          | 98,5          | 102,7         | 106,1         | 112,7         | 119,7         |

Frankrijk* = exclusief overzeese gebieden
Bron: Recensement Populaire INSEE - 1962 tot 1999 population sans doubles comptes, nadien Population Municipale
Op 1 januari 2022 had Allier 334.715 inwoners.

### Lijst van de 10 grootste gemeenten in het departement Allier
| Nr. | Gemeente                  | Aantal inwoners (2022) |
| --- | ------------------------- | ---------------------- |
| 1   | Montluçon                 | 33.317                 |
| 2   | Vichy                     | 25.702                 |
| 3   | Moulins                   | 19.344                 |
| 4   | Cusset                    | 13.329                 |
| 5   | Yzeure                    | 12.670                 |
| 6   | Bellerive-sur-Allier      | 8.898                  |
| 7   | Domérat                   | 8.665                  |
| 8   | Commentry                 | 6.018                  |
| 9   | Gannat                    | 5.684                  |
| 10  | Saint-Pourçain-sur-Sioule | 4.894                  |

## Afbeeldingen

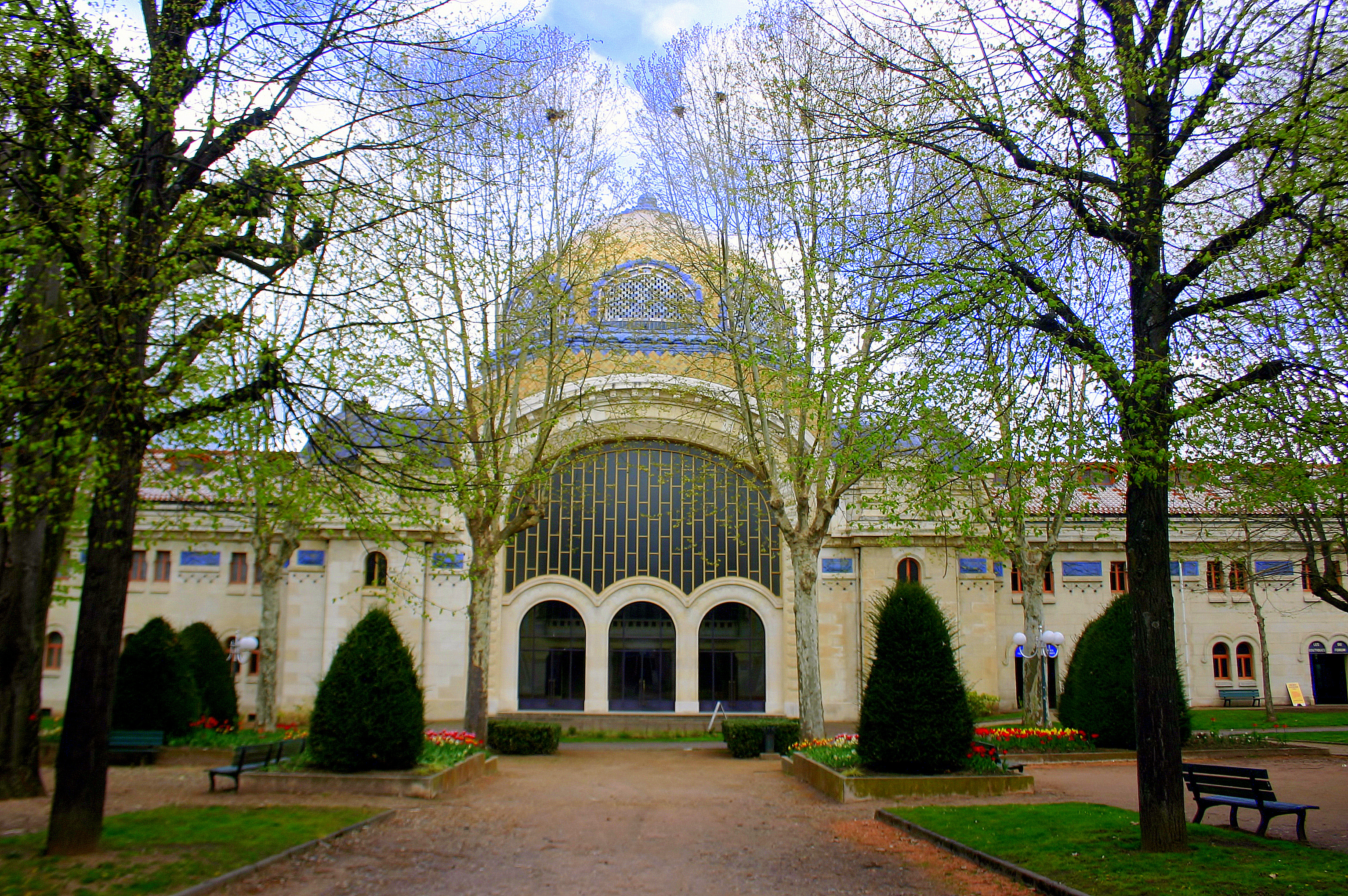
Centre thermal des Dômes, Vichy
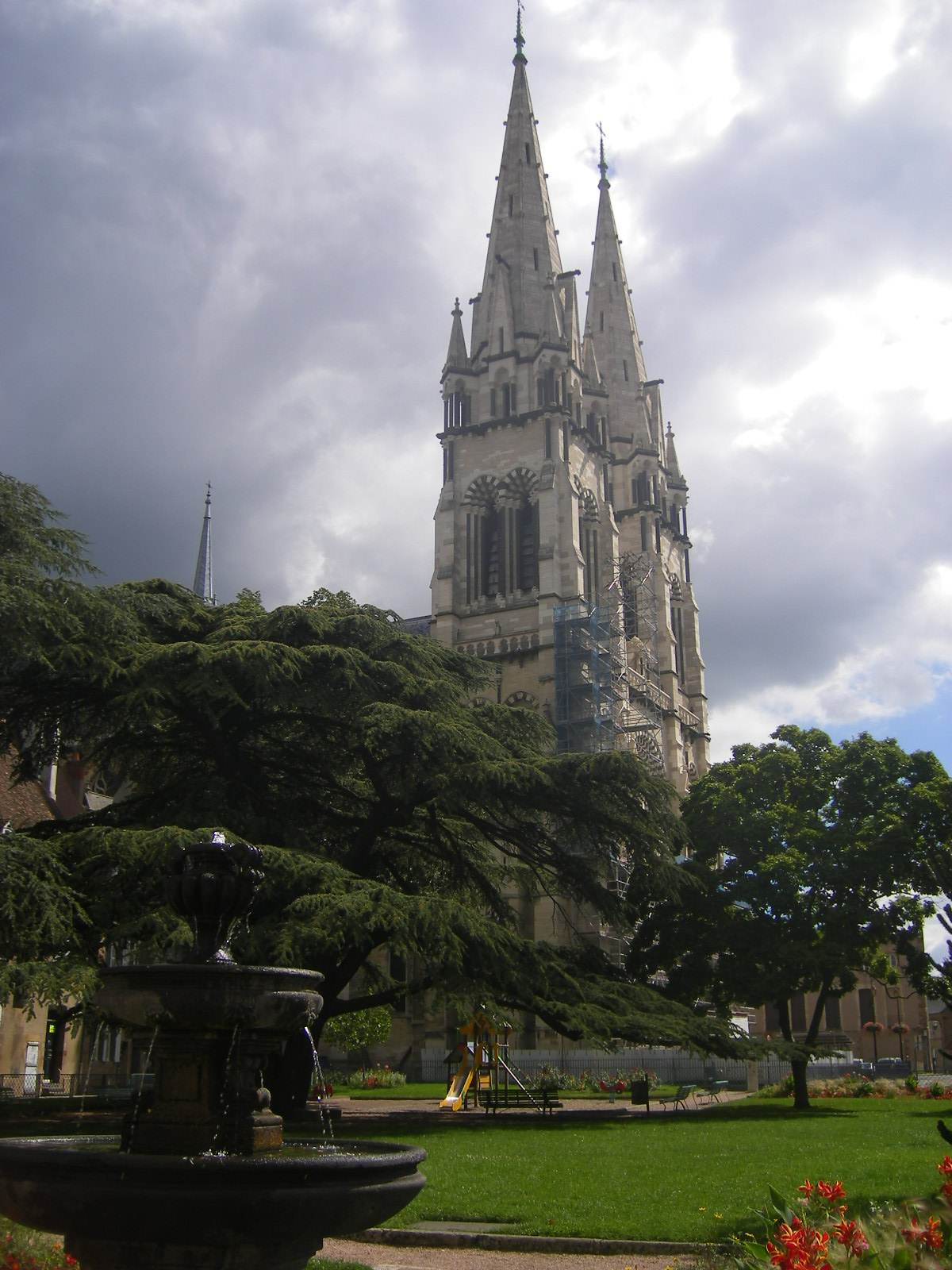
Cathédrale Notre-Dame, Moulins
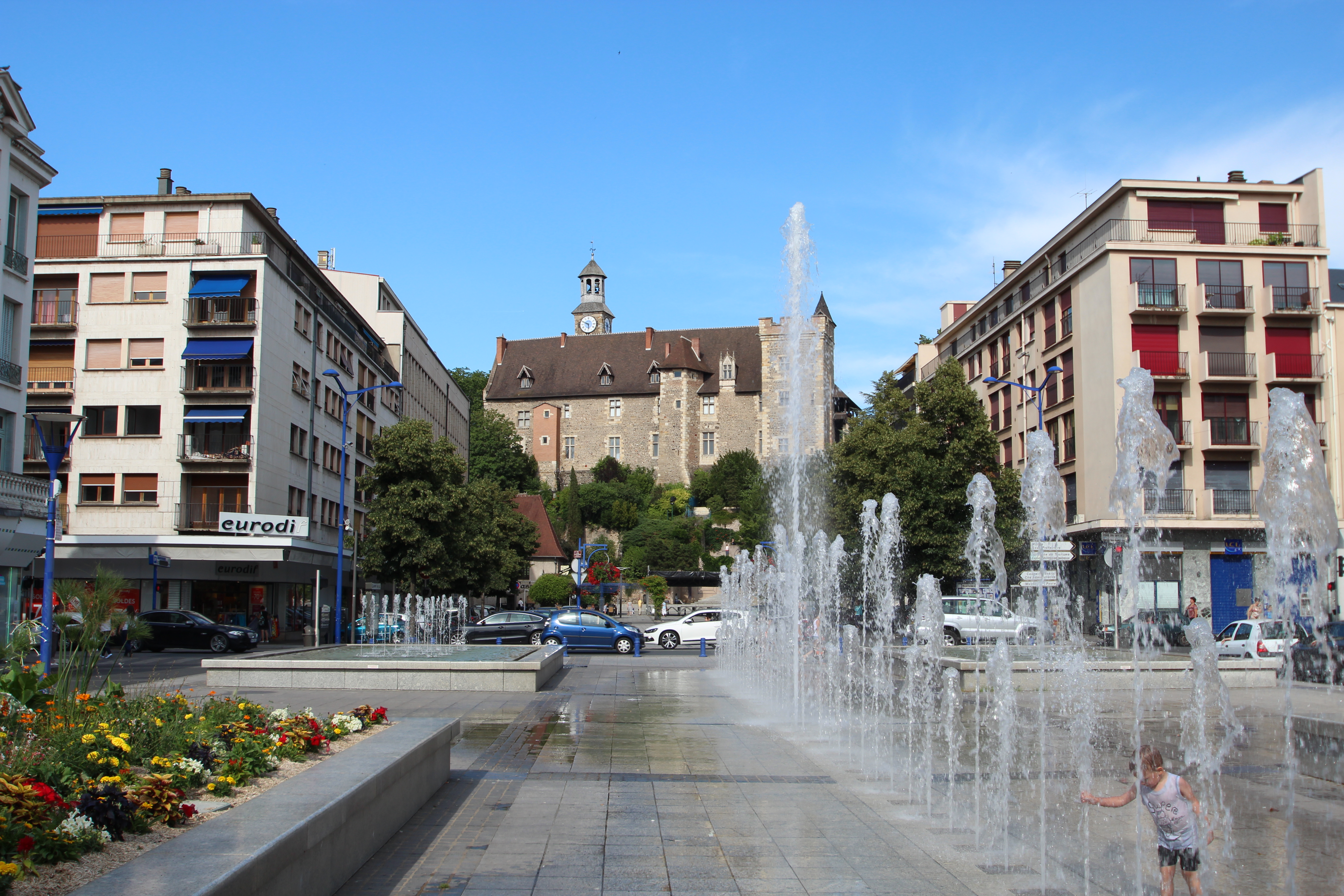
Montluçon
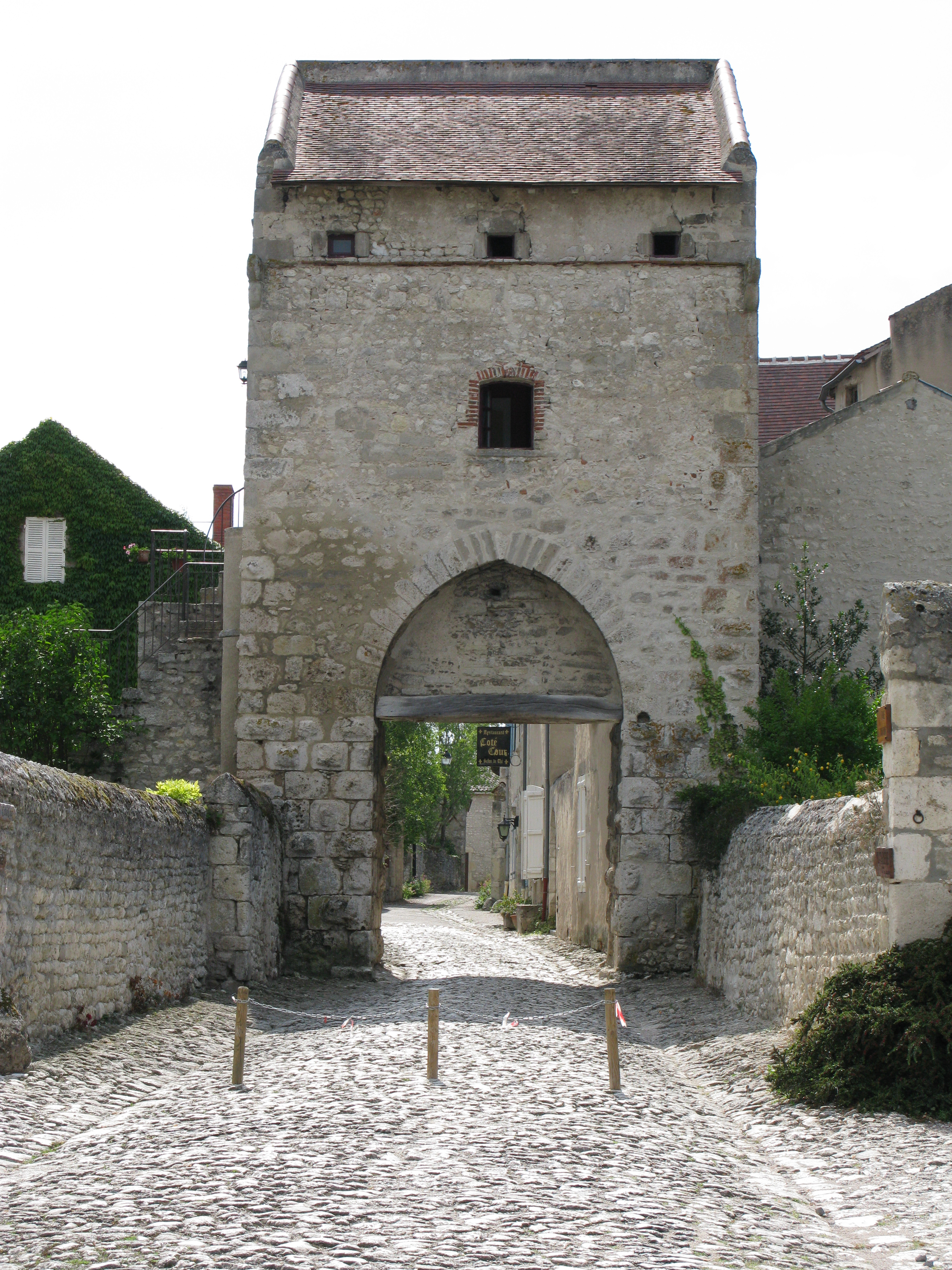
Porte d'Orient, Charroux
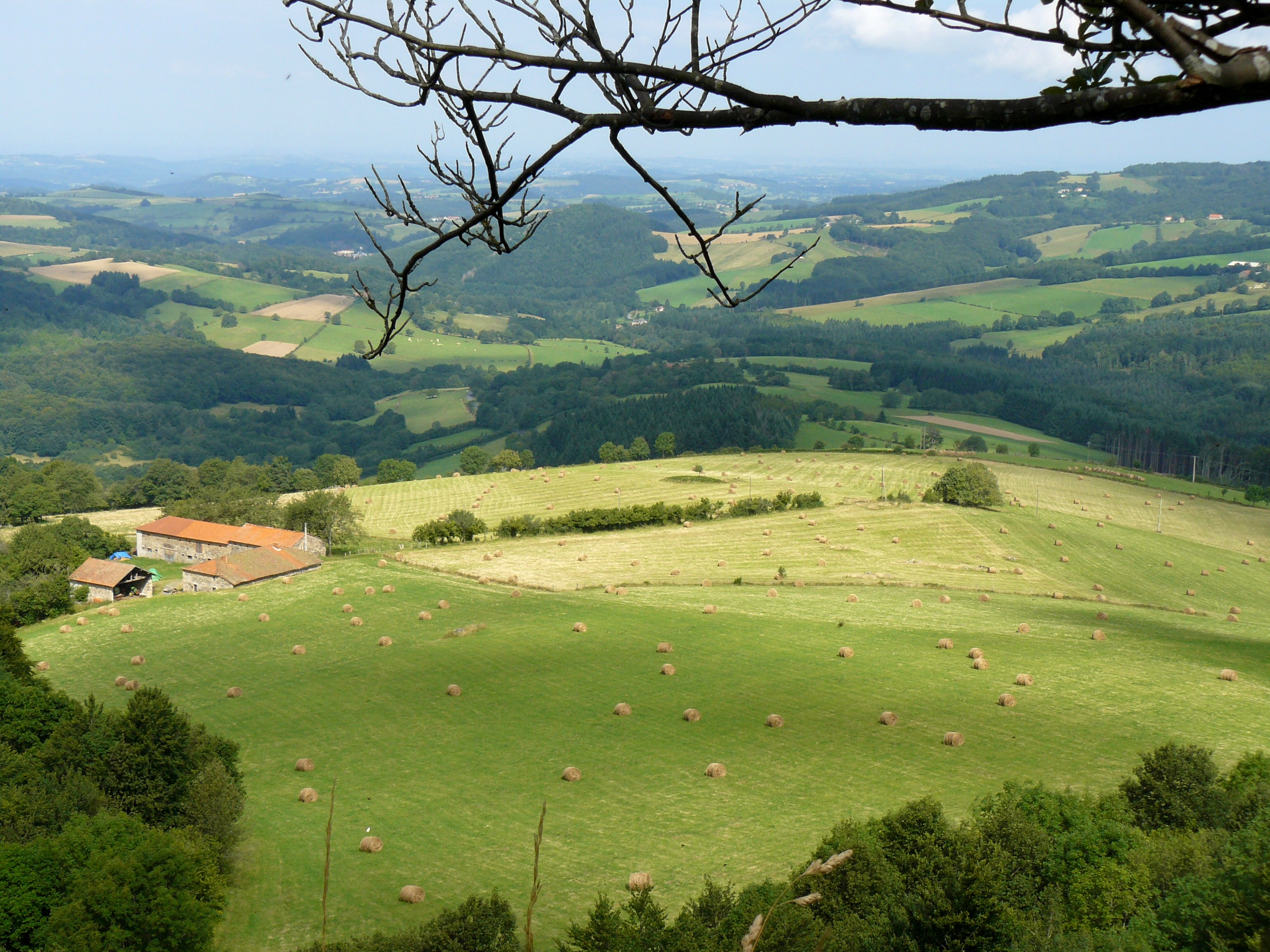
Landschap in de Allier